# Corbinian Gärtner
Corbinian Gärtner OSB (* 14. Juni 1751 Schwaz in Tirol; † 24. Mai 1824 in Ischl) war Benediktiner, Universitätsprofessor in Salzburg, Jurist und Historiker.

## Leben und Wirken
Corbinian Gärtner, Sohn des Anton Dominik Gärtner, Pfleger in Tratzberg, und der Anna Steur, besuchte die Jesuitengymnasien von Hall in Tirol und Innsbruck. Daran schloss sich ein Studium der Philosophie in Salzburg an. Er trat im Jahr 1769 in das Benediktinerstift St. Peter in Salzburg ein, legte 1770 die Profess ab, studierte die Rechte und Theologie und empfing 1774 die Priesterweihe. Er wirkte zunächst als Repetitor im Kloster und als Beichtvater der Salzburger Ursulinen. Mit dem etwas jüngeren Mitbruder Pater Johann Evangelist Hofer (1757–1817) unternahm er eine längere Studienreise durch Europa, wobei er Würzburg, Mainz, Wetzlar, Göttingen und Paris besuchte. Während des Besuches von Paris erlebten die beiden Reisenden 1789 den Sturm auf die Bastille.
Nach der Rückkehr wurde Corbinian Gärtner im Herbst 1789 zum Dr. theol. und Doctor iuris utriusque promoviert. Zugleich erhielt er die Professur für kanonisches Recht an der Universität Salzburg. Ab 1792 las er auch über Diplomatik und deutsches Privatrecht, 1804 bis 1807 auch über Zivilprozessrecht und Lehensrecht. Er war der erste Professor an der Benediktineruniversität, der das Kanonische Recht in deutscher und nicht mehr in lateinischer Sprache vortrug – trotz des Widerstands des Salzburger Hofes. Von 1807 bis 1810 war er der letzte Rektor der Universität Salzburg. Als Rektor verwaltete er in der überaus schwierigen Zeit der Koalitionskriege den Universitätsfonds mit großer Umsicht; Bibliothek und physikalisches Kabinett erfuhren eine beachtliche Erweiterung. Nach der Aufhebung der Universität lehrte er noch kurzfristig am Lyceum. Auch als Rechtspraktiker war er tätig: Er wurde im Jahr 1805 wirklicher Hofgerichtsrat, fungierte bei der kurfürstlichen obersten Justizstelle als Rat und unter bayrischer Herrschaft bei der zweiten Instanz. Am 28. Juni 1812 kehrte er nach Niederlegung des Lehramts in sein Stift zurück und führte die Stiftsbibliothek.
Am 24. Mai 1824 starb er während eines Kuraufenthaltes in Ischl, in dessen Solebädern er vergeblich Heilung von der Gelbsucht gesucht hatte. Er wurde am dortigen Ortsfriedhof bestattet.
In die Salzburger Geschichtsschreibung ist er als Fortsetzer der Chronik von Judas Thaddäus Zauner eingegangen. 

## Werke
- De jure capitulorum Germaniae condendi statuta, Salzburg 1794.
- Akademischer Versuch über das Vogteyrecht im Allgemeinen unter Anwendung auf das h. Erzstift Salzburg, Salzburg 1794.
- Der Gnadenbrief Heinrichs IV. für Österreich, 1795;
- Apologie des akademischen Versuches über das Vogteirecht im Allgemeinen mit Anwendung auf das Erzstift Salzburg, 1796.
- Apologie der akademischen Verfassung, Salzburg 1796.
- De jure s. Pontificis in erectione academiarum Germ. cathol. 1795?
- Corpus iuris eccles. catholicorum novioris, quod per Germaniam obtinet, collegit. rec. atque notis illustr. 2 Teile, Salzburg 1797 und 1799.
- Geschichte und Verfassung des 1701 für den salzburgischen Landadel errichteten militärischen Ruperti-Ritterordens, Salzburg 1802. Digitalisat
- Das besondere österreichische Kirchenrecht in Aphorismen, Salzburg 1807.
- Lebensgeschichte des Fürsten Hieronymus Franziskus de Paula, Erzbischof zu Salzburg, 1812.
- Salzburgs gelehrte Unterhaltungen, 4 Hefte, Salzburg 1812 ff.
- Vom Mangel katholischer Priester aus Mangel der Bischöfe, Salzburg 1818.
- Einleitung in das gemeine und deutsche Kirchenrecht mit besonderer Rücksicht auf Baiern und Oesterreich. Nach dem System des königlich baierisch geistlichen Raths Maurus Jakob v. Schenkl, Augsburg 1816.
- Neue Chronik von Salzburg, Fortsetzung des von Judas Thaddäus Zauner begonnenen Werkes. Salzburg 1816–1826.
  - (Teil IX: Salzburg (Mayr) 1818).
  - Geschichte der Bauernauswanderung aus Salzburg unter dem Erzbischofe Firmian. = Chronik von Salzburg, Band 10 = Neue Chronik von Salzburg, Vierter Teil. Salzburg (Verlag Franz Xaver Duyle) 1821.
- Gebet- und Erbauungsbücher